# Oeganda op de Olympische Spelen

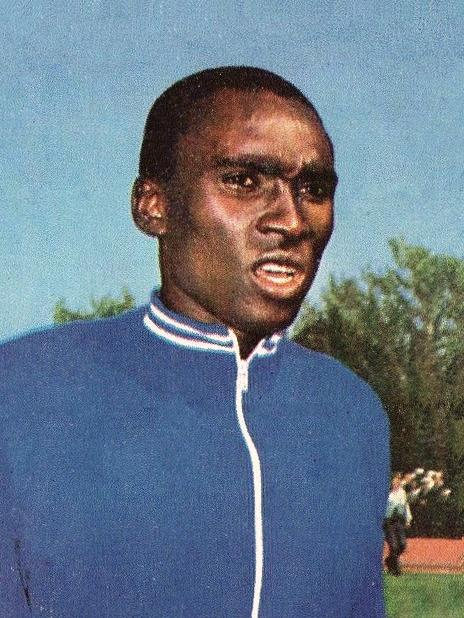
Goudenmedaillewinnaar John Akii-Bua

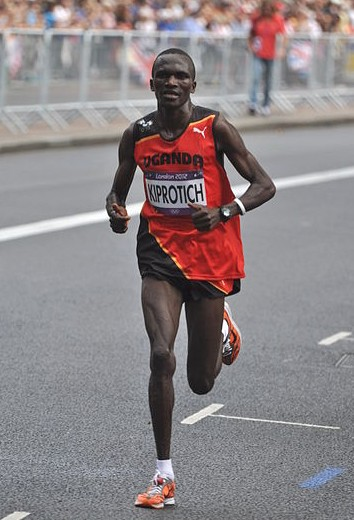
Goudenmedaillewinnaar Stephen Kiprotich tijdens de olympische marathon van 2012

Oeganda is een van de landen die deelneemt aan de Olympische Spelen. Oeganda debuteerde op de Zomerspelen van 1956. Het land heeft nog nooit deelgenomen aan de Winterspelen.
Sinds het debuut in 1956 nam Oeganda aan elke editie deel, behalve die van 1976 vanwege de "Afrikaanse boycot". In 2024 nam Oeganda voor de zeventiende keer deel aan de Zomerspelen.

## Medailles en deelnames

### Overzicht
De tabel geeft een overzicht van de jaren waarin werd deelgenomen en eventueel het aantal gewonnen medailles en de plaats in het medailleklassement.
| Jaar   | Goud · | Zilver · | Brons · | Totaal | Rang |
| 1956   | 0      | 0        | 0       | 0      | -    |
| 1960   | 0      | 0        | 0       | 0      | -    |
| 1964   | 0      | 0        | 0       | 0      | -    |
| 1968   | 0      | 1        | 1       | 2      | 36   |
| 1972   | 1      | 1        | 0       | 2      | 24   |
| 1976   | -      | -        | -       | -      | -    |
| 1980   | 0      | 1        | 0       | 1      | 32   |
| 1984   | 0      | 0        | 0       | 0      | -    |
| 1988   | 0      | 0        | 0       | 0      | -    |
| 1992   | 0      | 0        | 0       | 0      | -    |
| 1996   | 0      | 0        | 1       | 1      | 71   |
| 2000   | 0      | 0        | 0       | 0      | -    |
| 2004   | 0      | 0        | 0       | 0      | -    |
| 2008   | 0      | 0        | 0       | 0      | -    |
| 2012   | 1      | 0        | 0       | 1      | 50   |
| 2016   | 0      | 0        | 0       | 0      | -    |
| 2020   | 2      | 1        | 1       | 4      | 36   |
| 2024   | 1      | 1        | 0       | 2      | 55   |
| Totaal | 5      | 5        | 3       | 13     | -    |

### Medaillewinnaars
Er werden in totaal zeven medailles gewonnen. Deze medailles werden in het boksen (4) en in de atletiek (3) behaald. De eerste medaille werd in 1968 door de bokser Leo Rwabwogo behaald, hij won brons bij de vlieggewichten; in 1972 voegde hij hier een zilveren medaille in dezelfde gewichtsklasse aan toe en is hiermee de enige meervoudige medaillewinnaar. De eerste gouden medaille werd in 1972 door de atleet John Akii-Bua behaald, hij zegevierde op de 400 meter horden. De tweede gouden medaille werd in 2012 behaald door de marathonloper Stephen Kiprotich.
| Jaar | Sport    | Olympiër          | Onderdeel         | Medaille |
| ---- | -------- | ----------------- | ----------------- | -------- |
| 1968 | Boksen   | Eridadi Mukwanga  | bantamgewicht (m) | Zilver   |
| 1968 | Boksen   | Leo Rwabwogo      | vlieggewicht (m)  | Brons    |
| 1972 | Atletiek | John Akii-Bua     | 400 m horden (m)  | Goud     |
| 1972 | Boksen   | Leo Rwabwogo      | vlieggewicht (m)  | Zilver   |
| 1980 | Boksen   | John Mugabi       | weltergewicht (m) | Zilver   |
| 1996 | Atletiek | Davis Kamoga      | 400 m (m)         | Brons    |
| 2012 | Atletiek | Stephen Kiprotich | marathon (m)      | Goud     |

### Deelnemers
Tot en met de OS 2016 kwamen er in totaal 151 mannen en 28 vrouwen voor Oeganda uit op de Olympische Spelen. De atleten Justin Arop en Benjamin Kiplagat, de bokser Charles Lubulwa en de tafeltennisster Mary Musoke namen driemaal deel. Bij de mannen namen 32 sporters tweemaal deel, bij de vrouwen zijn dit er vijf.
Er werd deelgenomen in negen olympische sporten. De mannen kwamen in acht sporten uit: atletiek (alle vijftien edities), boksen (13x), zwemmen (6x), gewichtheffen (4x), badminton (2x) en hockey, tafeltennis en wielersport (alle 1x). De vrouwen kwamen uit in vijf sporten: atletiek (11x), zwemmen (4x), tafeltennis (3x) plus boogschieten en gewichtheffen (1x).
| Sport         | Aantal deelnemers | Aantal deelnemers |
| Sport         | mannen            | vrouwen           |
| ------------- | ----------------- | ----------------- |
| Atletiek      | 00059             | 00021             |
| Badminton     | 00001             |                   |
| Boksen        | 00059             |                   |
| Boogschieten  |                   | 00001             |
| Gewichtheffen | 00005             | 00001             |
| Hockey        | 00017             |                   |
| Tafeltennis   | 00001             | 00002             |
| Wielersport   | 00002             |                   |
| Zwemsport     | 00006             | 00003             |
| Totaal        | 151               | 28                |

Afghanistan · Albanië · Algerije · Amerikaans-Samoa · Amerikaanse Maagdeneilanden · Andorra · Angola · Antigua en Barbuda · Argentinië · Armenië · Aruba · Australië · Azerbeidzjan · Bahama's · Bahrein · Bangladesh · Barbados · België · Belize · Benin · Bermuda · Bhutan · Bolivia · Bosnië en Herzegovina · Botswana · Brazilië · Britse Maagdeneilanden · Brunei · Bulgarije · Burkina Faso · Burundi · Cambodja · Canada · Centraal-Afrikaanse Republiek · Chili · China · Chinees Taipei · Colombia · Comoren · Congo-Brazzaville · Congo-Kinshasa · Cookeilanden · Costa Rica · Cuba · Cyprus · Denemarken · Djibouti · Dominica · Dominicaanse Republiek · Duitsland · Ecuador · Egypte · El Salvador · Equatoriaal-Guinea · Eritrea · Estland · Ethiopië · Fiji · Filipijnen · Finland · Frankrijk · Gabon · Gambia · Georgië · Ghana · Grenada · Griekenland · Groot-Brittannië · Guam · Guatemala · Guinee · Guinee-Bissau · Guyana · Haïti · Honduras · Hongarije · Hongkong · Ierland · IJsland · India · Indonesië · Irak · Iran · Israël · Italië · Ivoorkust · Jamaica · Japan · Jemen · Jordanië · Kaaimaneilanden · Kaapverdië · Kameroen · Kazachstan · Kenia · Kirgizië · Kiribati · Koeweit · Kosovo · Kroatië · Laos · Lesotho · Letland · Libanon · Liberia · Libië · Liechtenstein · Litouwen · Luxemburg · Madagaskar · Malawi · Malediven · Maleisië · Mali · Malta · Marokko · Marshalleilanden · Mauritanië · Mauritius · Mexico · Micronesië · Moldavië · Monaco · Mongolië · Montenegro · Mozambique · Myanmar · Namibië · Nauru · Nederland · Nepal · Nicaragua · Nieuw-Zeeland · Niger · Nigeria · Noord-Korea · Noord-Macedonië · Noorwegen · Oeganda · Oekraïne · Oezbekistan · Oman · Oost-Timor · Oostenrijk · Pakistan · Palau · Palestina · Panama · Papoea-Nieuw-Guinea · Paraguay · Peru · Polen · Portugal · Puerto Rico · Qatar · Roemenië · Rusland · Rwanda · Saint Kitts en Nevis · Saint Lucia · Saint Vincent en de Grenadines · Salomonseilanden · Samoa · San Marino · Saoedi-Arabië · Sao Tomé en Principe · Senegal · Servië · Seychellen · Sierra Leone · Singapore · Slovenië · Slowakije · Somalië · Spanje · Sri Lanka · Soedan · Suriname · Swaziland · Syrië · Tadzjikistan · Tanzania · Thailand · Togo · Tonga · Trinidad en Tobago · Tsjaad · Tsjechië · Tunesië · Turkije · Turkmenistan · Tuvalu · Uruguay · Vanuatu · Venezuela · Verenigde Arabische Emiraten · Verenigde Staten · Vietnam · Wit-Rusland · Zambia · Zimbabwe · Zuid-Afrika · Zuid-Korea · Zuid-Soedan · Zweden · Zwitserland
Historische landen: Bohemen · Bondsrepubliek Duitsland · Brits-Indië · Duitse Democratische Republiek · Joegoslavië · Malaya · Nederlandse Antillen · Noord-Borneo · Noord-Jemen · Saarland · Servië en Montenegro · Sovjet-Unie · Tsjecho-Slowakije · West-Indische Federatie · Zuid-Jemen
Bijzondere deelnames: Onafhankelijke olympische atleten · Vluchtelingenteam 
 Australazië · Duits Eenheidsteam · Gemengd team · Gezamenlijk Team